# Многочлен Бернштейна
В вычислительной математике многочлены Бернштейна — это алгебраические многочлены, представляющие собой линейную комбинацию базисных многочленов Бернштейна.
Устойчивым алгоритмом вычисления многочленов в форме Бернштейна является алгоритм де Кастельжо.
Многочлены в форме Бернштейна были описаны Сергеем Натановичем Бернштейном в 1912 году и использованы им в конструктивном доказательстве аппроксимационной теоремы Вейерштрасса. С развитием компьютерной графики полиномы Бернштейна на промежутке x ∈ [0, 1] стали играть важную роль при построении кривых Безье.

## Определение
(n + 1) базисных многочленов Бернштейна степени n находятся по формуле
{\displaystyle b_{k,n}(x)={\binom {n}{k}}x^{k}(1-x)^{n-k},\qquad k=0,\ldots ,n.}
где {\displaystyle {\binom {n}{k}}} — биномиальный коэффициент.
Базисные многочлены Бернштейна степени n образуют базис для линейного пространства {\displaystyle \Pi _{n}} многочленов степени n.
Линейная комбинация базисных полиномов Бернштейна
{\displaystyle B_{n}(f;x)=B_{n}(x)=\sum _{k=0}^{n}f\left({\frac {k}{n}}\right)b_{k,n}(x)}
называется многочленом Бернштейна или точнее многочленом в форме Бернштейна степени n. Коэффициенты {\displaystyle f\left({\frac {k}{n}}\right)} называются коэффициентами Бернштейна или коэффициентами Безье.

## Примеры
Вот некоторые базисные полиномы Бернштейна:
{\displaystyle b_{0,0}(x)=1}
{\displaystyle b_{0,1}(x)=1-x}
{\displaystyle b_{1,1}(x)=x}
{\displaystyle b_{0,2}(x)=(1-x)^{2}}
{\displaystyle b_{1,2}(x)=2x(1-x)}
{\displaystyle b_{2,2}(x)=x^{2}\ .}

## Свойства
Дифференцирование
{\displaystyle b'_{k,n}(x)=n\,b_{k,n-1}(x)+n\,b_{k-1,n-1}(x)}
{\displaystyle b_{k,n}^{(l)}(x)={\frac {n!}{(n-l)!}}\sum _{j=0}^{l}{\binom {l}{j}}b_{k-j,n-l}(x)}
Леммы о моментах
{\displaystyle \sum _{k=0}^{n}b_{k,n}(x)=1} для любых n и x, так как {\displaystyle \sum _{k=0}^{n}b_{k,n}(x)=(x+1-x)^{n}=1^{n}}
{\displaystyle \sum _{k=0}^{n}b_{k,n}(x)(x-k/n)=0} для любых n и x
{\displaystyle \sum _{k=0}^{n}b_{k,n}(x)(x-k/n)^{2}=x(1-x)/n} для любых n и x